# Nataša Pavlović
Nataša Pavlović est une mathématicienne serbe qui est professeur de mathématiques à l'université du Texas à Austin.

## Biographie
Ses recherches portent sur la dynamique des fluides et sur les équations aux dérivées partielles dispersives non linéaires.
Elle est connue par son travail avec Nets Hawk Katz, travail pionnier dans l'approche de la construction de singularités dans des équations semblables aux  équations de Navier-Stokes, par le transfert d'une quantité finie d'énergie à travers une suite décroissante infinie d'échelles de longueur et de temps.
Pavlović a obtenu une licence en mathématiques à l’Université de Belgrade en 1996, et un Ph. D. à l'université de l'Illinois à Chicago en 2002 sous la supervision conjointe de Susan Friedlander (en) et Nets Katz, (titre de la thèse : « Use of Littlewood-Paley Operators for the Equations of Fluid Motion »).
Elle travaille ensuite à l'Institut de mathématiques Clay (été 2002), instructeur en mathématiques à l'université de Princeton (2002-2003 et 2004-2005), membre de l'Institute for Advanced Study (2003-2004), professeur assistance à l'université de Princeton (2005-2007)et enfin professeur à l'université du Texas à partir de 2007, d'abord assistant, puis associé (2007-2017), enfin titulaire depuis 2017.
Elle a été Sloan Research Fellow de 2008 à 2012.
En 2015 elle est élue fellow de l'American Mathematical Society.

## Publications (sélection)
- Nets Hawk Katz et Nataša Pavlović, « Finite time blow-up for a dyadic model of the Euler equations », Transactions of the American Mathematical Society, vol. 357, no 02,‎ 2005, p. 695–709 (DOI 10.1090/S0002-9947-04-03532-9, lire en ligne).
- Nets Hawk Katz et Nataša Pavlović, « A cheap Caffarelli--Kohn--Nirenberg inequality for the Navier--Stokes equation with hyper-dissipation », Geometric And Functional Analysis, vol. 12, no 2,‎ 2002, p. 355–379 (DOI 10.1007/s00039-002-8250-z, arXiv math/0104199).
- Maja Tasković, Ricardo J. Alonso, Irene M. Gamba et Nataša Pavlović, « On Mittag-Leffler Moments for the Boltzmann Equation for Hard Potentials Without Cutoff », SIAM Journal on Mathematical Analysis, vol. 50, no 1,‎ 2018, p. 834–869 (DOI 10.1137/17M1117926, arXiv 1512.06769).